# The Legend of Zelda: Majora's Mask
| Recensioner     | Recensioner     |
| Recensionsbetyg | Recensionsbetyg |
| Publikation     | Betyg           |
| --------------- | --------------- |
| Gamespot        | [ 2 ]           |
| IGN             | [ 3 ]           |

The Legend of Zelda: Majora's Mask (ゼルダの伝説 ムジュラの仮面 Zeruda no Densetsu Mujura no Kamen?) (förkortat MM) är det sjätte spelet i Nintendos spelserie The Legend of Zelda. Det är det andra Zelda-spelet till Nintendo 64 och släpptes 2000. Utvecklingsnamnet för spelet var Zelda Gaiden. Tidsmässigt äger detta äventyr rum efter Ocarina of Time, det första spelet som gjordes till Nintendo 64. Till en början verkar dessa spel påminna väldigt mycket om varandra, speciellt då grafiken är av samma sort. Huvudpersonen Link är i ett land fylld av mystiska varelser, skatter och andra hemligheter.
The Legend of Zelda: Majora's Mask 3D som är en remake av spelet till Nintendo 3DS släpptes den 13 februari 2015.
Det som skiljer Majora's Mask från de andra Zelda-spelen är tiden. Hela äventyret utspelar sig under en tredagarscykel, dagar som huvudpersonen Link får uppleva om och om igen tills han slutligen har slutfört det uppdrag han tog på sig. En av huvudpersonerna i Zeldaserien, Zelda, som gett serien sitt namn är faktiskt inte med i Majora's Mask, förutom i en kort filmsekvens i början av spelet. Innan Majora's Mask var Link's Awakening till Game Boy det enda spelet som inte Prinsessan Zelda fanns med i.
Personerna i spelet har sina egna tidslinjer som de följer om och om igen varje gång Link backar tiden till dag 1, och för att klara spelet till fullo kan varje sekund vara viktig. Vissa personer som Link ska prata med finns bara tillgängliga under vissa tider och därför gäller det att spelare har huvudet på skaft.

## Handling
Majora's Mask börjar med att huvudpersonen Link ger sig ut för att leta reda på sin vän Navi efter att hon försvann i slutet av Ocarina of Time. När han befinner sig i skogen blir han plötsligt anfallen av Skull Kid, en återkommande varelse i Zelda-serien. Denna Skull Kid bär dock en mask som ger den mörka krafter, Majora's Mask. Link kastas av sin häst Epona, och Skull Kid rider iväg djupare in i skogen.
När Link hinner ikapp Skull Kid är han i en grotta, och med maskens mörka krafter förvandlas Link till en Deku Scrub. Skull Kid lämnar Link i sin nya form medan Link hittar ett sätt att ta sig ut ur grottan. 
Längre in i grottan kommer Link fram till en lång gång, en slags portal som tar honom till Termina, en parallell värld bortom Hyrule, och på andra sidan möts han av The Happy Mask Salesman, en man som samlar på sig masker. Han berättar för Link att Majora's Mask blev stulen från honom och att Link måste få tillbaka den, annars kommer hemska saker att hända.
Utomhus befinner sig Link i Clock Town, en stad som ligger i mitten av Termina. Det dröjer inte länge förrän det blir känt för spelaren att månen håller på att dras ner mot marken, allt tack vare Skull Kid som använder Majora's Masks mörka krafter. Link har tre dagar på sig att få stopp på detta, annars kommer månen krascha ner och utplåna hela världen. Som tur är kan Link använda sig av sin okarina för att resa tillbaka i tiden och på så sätt börja om tre-dagarscykeln hur många gånger som helst. The Happy Mask Salesman lär honom även The Song of Healing, som gör att han kan förvandla sig tillbaka till sin vanliga form. Hans tidigare form som Deku Scrub byts istället ut mot en mask som han kan sätta på sig när som helst för att förvandla sig tillbaka. Under spelets gång samlar Link på sig fler och fler masker som ger honom olika förmågor, som Zora Mask och Goron Mask som gör att han kan förvandla sig till en Zora respektive Goron. Enligt The Happy Mask Salesman representerar maskerna allt det goda Link gör för folket i Termina under spelets gång. När spelaren har samlat på sig alla masker får Link The Fierce Deity Mask, en mask som ger honom gudomliga krafter.

## Spelupplägg
Spelupplägget skiljer sig mycket från tidigare Zelda-spel. I Majora's Mask sker allt under en tredagarsperiod; allt går på tid och om man inte klarat av ett visst uppdrag under dessa tre dagar måste man börja om. Har man dock klarat ett uppdrag och fått all utrustning som går att få från det så sparas utrustningen och man kan utföra ett nytt uppdrag. Alla figurer har en tidslinje som de följer de tre dagar som spelet utspelar sig under. Genom att interagera med de olika figurerna den första dagen kan man alltså få en rad nya saker att hända på de två andra dagarna.

## Utveckling
Yoshiaki Koizumi fick inspiration från de tidigare spelen i Zeldaserien att skapa Majora's mask. Han fick Shigeru Miyamoto, som är skaparen till Zeldaserien, att godkänna och vara med på projektet. Eftersom projektet var mindre och spelet utvecklades under enbart 18 månader återanvändes flera element, såsom rollfigurer, från det tidigare spelet Ocarina of Time.
Spelet utvecklades till en början under namnet Zelda Gaiden, vilket kan översättas med "Zelda sidoberättelse", för Nintendo 64 Disk Drive (även kallad Nintendo 64DD). Anledningen till detta namn var att Zelda Gaiden skulle vara en expansion till Ocarina of Time tillsammans med Ura Zelda. Medan det i Ura Zelda skulle vara en annorlunda design på de tempel och fiender som fanns med i Ocarina of Time skulle Zelda Gaiden utspela sig på en helt annan plats med andra uppdrag. Eiji Aonuma, som utvecklade tempeldesignen för Zelda Gaiden, var inte imponerad av resultaten och han upplevde det som att han bara gjorde en remake av Ocarina of Time. Aonuma nämnde detta för Shigeru Miyamoto och Miyamoto utmanade då honom att skapa ett helt nytt Zeldaspel på ett år, vilket Aonuma gick med på. 
Efter flera olika utvecklingsförslag fastslogs det att Zelda Gaiden skulle utspela sig under sju dagar, vilket gjorde det möjligt att utveckla spelet på 18 månader. Eftersom spelet utvecklades för Nintendo 64DD användes den interna klockan i konsolen för att hålla koll på de sju dagarna i spelet och de beslut som togs i spelet hade en permanent verkan på speluppläget. Nintendo 64DD släpptes enbart i Japan och slutade säljas inom ett år, vilket gjorde att beslutet kom att lansera Zelda Gaiden som en spelkassett istället. I mars 2000 döptes Zelda Gaiden om till The Legend of Zelda: Majora's Mask för att på så sätt "uppfinna spelet på nytt."

## Mottagande och utmärkelser
| Recensioner     | Recensioner     |
| Recensionsbetyg | Recensionsbetyg |
| Publikation     | Betyg           |
| --------------- | --------------- |
| Super Play      | 10/10           |

Majora's Mask vann flera titlar i Club Nintendo Awards 2000:
- Bästa grafik
- Bästa musik
- Bästa äventyr/rollspel
- Mest originella spel
- Bästa Nintendo-spel 2000

I Super Play recenserade Tobias Bjarneby Majora's Mask, där han gav spelet betyget 10 av 10, och skrev att "Majora's Mask är inte lika överraskande som Ocarina of Time. Men precis lika bra". WatchMojo.com placerade Majora's Mask på plats 5 på deras lista "Top 10 Legend of Zelda Games" och plats 2 på listan "Top 10 Time Travel Video Games".

## Eftermäle
I fightingspelet Super Smash Bros. Melee finns det en bana som heter Termina: Great Bay, vilken är direkt inspirerad av Majora's Mask. I actionspelet Angry Video Game Nerd Adventures finns det en måne som är snarlik den i Majora's Mask och månen framträder även i hack 'n slash-spelet Hyrule Warriors. Majoras mask finns uppsatt på väggen i ett av husen i spelet The Legend of Zelda: A Link Between Worlds och det hela var, enligt Hiromasa Shikata, Eiji Aonumas produktionslags idé.

### Myter

#### Ben Drowned

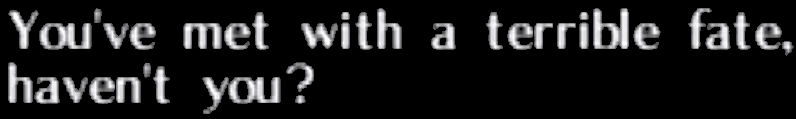
"You've met with a terrible fate, haven't you?", en av de catch phrases från Majora's Mask som ökade i popularitet mycket tack vare creepypastan Ben Drowned.

En känd creepypasta går under namnet Ben Drowned och lanserades i september 2010 av Alexander "Alex" D. Hall (under sitt alias Jadusable). Creepypastan handlar om att Hall ska ha få ett annorlunda exemplar av Majora's Mask av en äldre herre. När han senare började spela fanns det en sparad fil med namnet BEN, som han ignorerade och skapade en ny sparfil men under spelets gång benämndes Halls rollfigur ändå som BEN. Hall valde då att radera sparfilen med namnet BEN helt och hållet, men detta ledde bara till att hans rollfigur inte benämndes någonting alls. Hall bestämde sig för att försöka utnyttja en glitch i spelet, vilket ledde till att han kom till spelets slutstrid innan han återigen var tillbaka i Clock Town. Dock märkte han att spelets grafik inte fungerade som den skulle och att rollfigurer inte betedde sig som normalt. Hall började nu spela in videomaterial från Majora's Mask och han laddade upp fyra videor på Youtube kallade day four.wmv (7 september 2010), BEN.wmv (8 september 2010), DROWNED.wmv (10 september 2010) och jadusable.wmv (12 september 2010). En person som hävdade att han var Halls rumskamrat framträdde senare och sade att han hade fått ett USB-minne av Hall innan han flyttade därifrån. På USB-minnet fanns en textfil med namnet TheTruth.txt och en femte och sista video under namnet free.wmv, som släpptes den 15 september 2010. Creepypastan fick stor spridning och nämndes på hemsidor såsom Joystiq och Kotaku. Den 20 september samma år gick Hall ut med att hela creepypastan var falsk och att den var något han hade tänkt ut under sin tid på college. Flera catch phrases från Majora's Mask ökade i popularitet mycket tack vare Ben Drowned, däribland "You've met with a terrible fate, haven't you?", "You shouldn't have done that...", "YOUR TURN" och "YOU'RE NEXT". Hall laddade sedan upp en parodi på Ben Drowned med namnet king kong.wmv den 1 april 2012 på Youtube. Denna video är tänkt som ett aprilskämt och använder sig av referenser till låten "King Kong" av Jibbs och animen Dragon Ball. WatchMojo.com placerade Ben Drowned på plats 3 på deras lista "Top 10 Video Game Urban Legends".

#### Den "officiella" HD-trailern
En HD-trailer av spelet laddades upp på Youtube den 5 juni 2012, vilket skapade rykten om att Nintendo arbetade på en datorspelsremake av Majora's Mask. Redan samma månad framkom det att trailern var gjord av Pablo Belmonte och Paco Martínez och att den inte var en officiell trailer från Nintendo.